# Frankston
Frankston és una població dels Estats Units a l'estat de Texas. Segons el cens del 2000 tenia 1.209 habitants.

## Demografia
Segons el cens del 2000, Frankston tenia 1.209 habitants, 472 habitatges, i 320 famílies. La densitat de població era de 189 habitants/km².
Dels 472 habitatges en un 28,8% hi vivien nens de menys de 18 anys, en un 53,4% hi vivien parelles casades, en un 11,9% dones solteres, i en un 32,2% no eren unitats familiars. En el 29,9% dels habitatges hi vivien persones soles el 21,2% de les quals corresponia a persones de 65 anys o més que vivien soles. El nombre mitjà de persones vivint en cada habitatge era de 2,44 i el nombre mitjà de persones que vivien en cada família era de 3,02.
Per edats la població es repartia de la següent manera: un 23,1% tenia menys de 18 anys, un 6,9% entre 18 i 24, un 21,9% entre 25 i 44, un 23,7% de 45 a 60 i un 24,3% 65 anys o més.
L'edat mediana era de 44 anys. Per cada 100 dones de 18 o més anys hi havia 72,5 homes.
La renda mediana per habitatge era de 28.125 $ i la renda mediana per família de 37.130 $. Els homes tenien una renda mediana de 27.250 $ mentre que les dones 20.313 $. La renda per capita de la població era de 15.609 $. Aproximadament el 12,8% de les famílies i el 17,1% de la població estaven per davall del llindar de pobresa.

## Poblacions més properes
El següent diagrama mostra les poblacions més properes.